# Matilda de Flandra
Mathilde de Flandra (în franceză Mathilde de Flandre, iar în neerlandeză Mathilda van Vlaanderen, n. c. 1031 - d. 2 noiembrie 1083, Caen, Franța), fiică a lui Baudouin al V-lea, conte al Flandrei, a fost ducesă de Normandia și regină consort a Angliei. 

## Originile
Matilda de Flandra a fost fiica lui Baudouin al V-lea (cca 1012 - 1067), zis Baudouin de Lille, conte de Flandra, și al Adelei a Franței (1009 - 1079), contesă de Corbie. Prin mama ei, Matilda a fost nepoata regelui Robert al II-lea al Franței. A fost sora conților de Flandra Baudouin al VI-lea (cca 1030 - 1070), zis Baudouin de Mons și Robert I (cca 1031 - 1093), zis Robert Frisonul.

## Căsătoria cu William

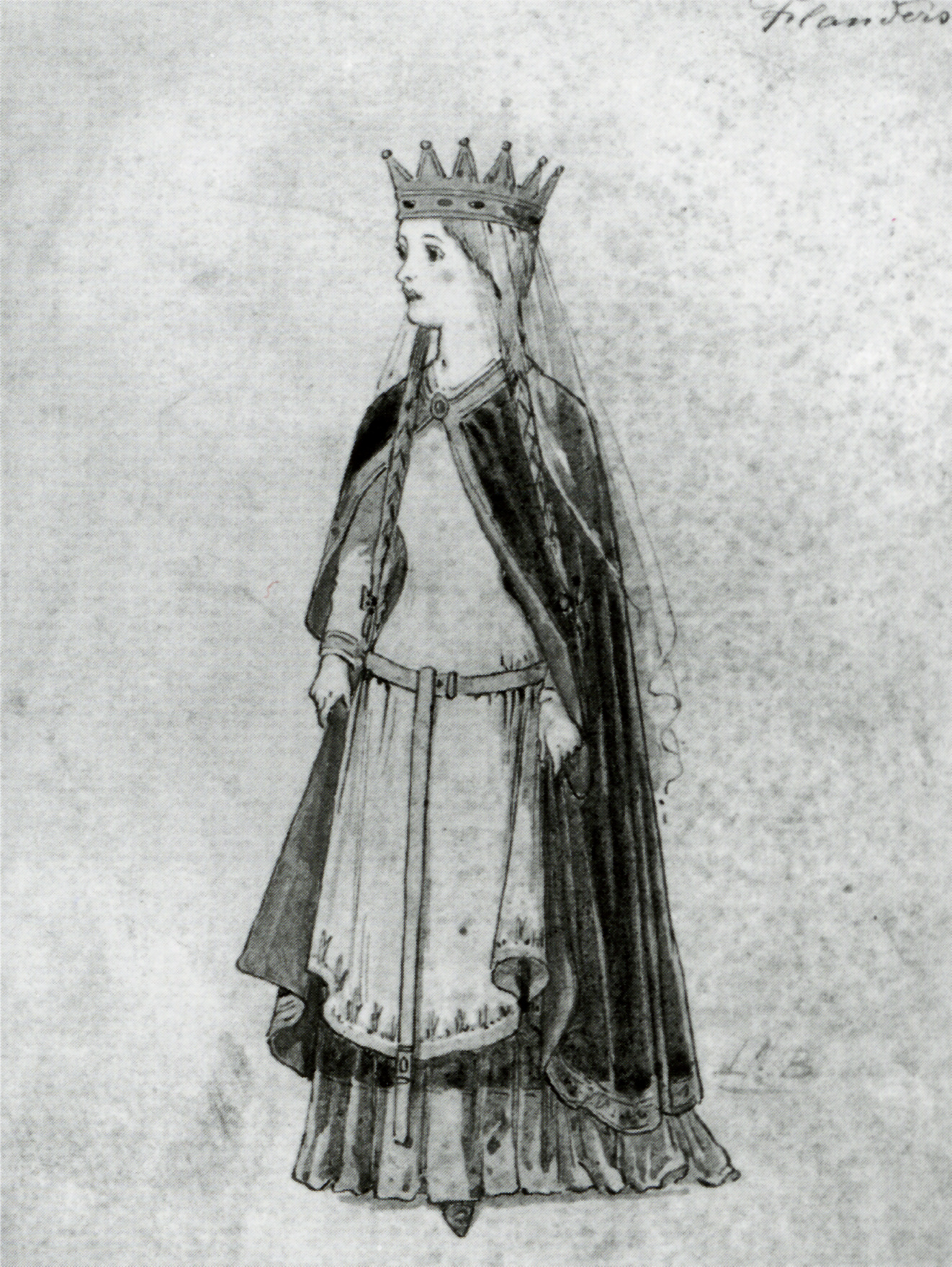
Matilda de Flandra

Potrivit legendei, când Ducele William al II-lea al Normandiei (mai târziu cunoscut drept William Cuceritorul) l-a trimis pe reprezentatul său să ceară mâna Matildei ea a spus acestuia că nu i-a în considerare căsătoria cu un bastard. După ce a auzit acest răspuns, William a mers din Normandia la Bruges, a găsit-o pe Matilda în drumul acesteia spre biserică, a dat-o jos de pe cal, a târât-o de cosițe și-a aruncat-o în stradă în fața însoțitorilor ei uluiți. O altă versiune a acestei povești spune că William a mers la casa tatălui Matildei în Lille, a aruncat-o pe jos în camera ei, a târât-o de cosițe și a lovit-o înainte de a pleca. Firește, Baudouin a fost ofensat de acest lucru însă înainte de a se duela, Matilda a rezolvat problema refuzând să se căsătorească cu altcineva în afară de William.
În anul 1050, Matilda s-a căsătorit, la Rouen, cu William, duce al Normandiei și viitor rege al Angliei. Papa Leon al IX-lea avea reticențe în privința acestei căsătorii, cunoscut fiind faptul că între William și Matilda exista o înrudire apropiată de sânge (de gradul 5). 
Au existat zvonuri potrivi cărora Matilda a fost îndrăgostită de ambasadorul englez în Flandra, un saxon pe nume Brihtric, care i-a refuzat avansurile. Oricare ar fi adevărul, mai târziu, când ea a servit în calitate de regent pentru William în Anglia, și-a folosit autoritatea pentru a confisca domeniile lui Brihtric și pentru a-l arunca în închisoare, unde a și murit.

## Ducesă de Normandia

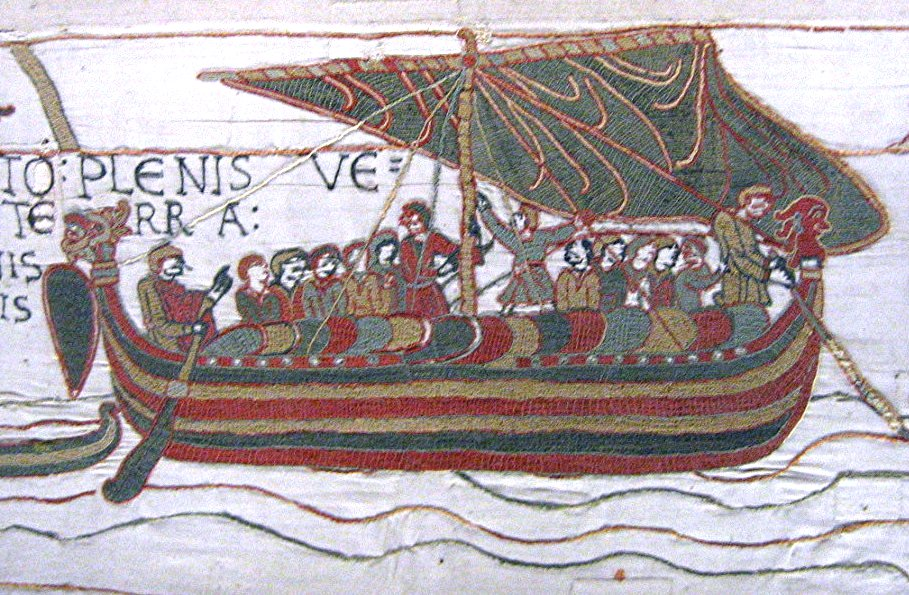
Fragment din Tapiseria reginei Mathilde.

Când William se pregătea să invadeze Anglia, Matilda a echipat o navă, Mora, din banii ei și i-a dat-o. Acest lucru a indicat faptul că ea trebuie să fi deținut terenuri bogate în Normandia pentru a putea să facă acest lucru. În plus, William i-a încredințat Normandia soției sale în timpul absenței. Matilda a condus cu succes ducatul în această perioadă, în numele fiului său în vârstă de paisprezece ani; nu au avut loc revoltele majore sau tulburări.
Chiar și după ce a fost încoronată regină, ea și-a petrecut cea mai mare parte a timpului în Normandia, guvernând ducatul, sprijinind interesele fratelui ei în Flandra, și sponsorizând casele ecleziastice de acolo. A născut doar unul dintre copiii ei în Anglia; Henroc s-a născut la Yorkshire când Matilda și-a însoțit soțul în Harrying de Nord.

### Tapiseria din Bayeux
Mathildei i se atribuie cunoscuta tapiserie păstrată la muzeul din Bayeux (Franța), în care este povestită, în imagini, expediția soțului său, William, de cucerire a Angliei, din anul 1066. Tapiseria este foarte importantă, atât din punct de vedere artistic, cât, mai ales din punct de vedere documentar, întrucât oferă cercetătorilor (și nu numai lor) date deosebit de prețioase privitoare la îmbrăcămintea, accesoriile și armele folosite în secolul al XI-lea, în acea parte a Europei.

## Regină
Matilda a fost încoronată ca regină la 11 mai 1068 la Westminster într-o ceremonie prezidată de arhiepiscopul de York. Trei fraze noi au fost incluse pentru a cimenta importanța reginelor consort, afirmând că regina a fost divin plasată de Dumnezeu, să împartă puterea regală și să binecuvintează poporul ei prin putere și virtute.
Matilda și William au avut nouă sau zece copii. Se crede că William i-a fost credincios și nu a avut copii în afara căsătoriei. În ciuda îndatoririlor regale, Matilda a investit puternic în copiii ei; toți au fost cunoscuți pentru remarcabila lor educație. Fiicele ei au fost educate și au învățat să citească în latină la Sainte-Trinité în Caen fondat de Matilda și William ca răspuns la recunoașterea căsătoriei lor.
Ea a fost ca nașa Matildei a Scoției, care va deveni regină a Angliei după ce s-a căsătorit cu fiului Matildei, Henric I. La botez, copilul a dat jos pălăria reginei Matilda, lucru văzut ca un semn că tânăra Matilda va deveni regină într-o zi.
Matilda s-a simțit rău în vara anului 1083 și a murit în noiembrie 1083. Soțul ei a fost prezent la confesiunea ei finală. A fost înmormântată la biserica Sainte-Trinité  de la Caen.Pentru a-și exprima tristețea, William a promiș că va renunța la vânătoare, activitatea sa preferată. Fără prezența ei, William a devenit din ce în ce ma tiranic până la moartea sa, patru ani mai târziu, în 1087.

### Înălțime
Cu reputația de a fi avut o înălțime de 127 de cm, Matilda a fost cea mai scundă regină a Angliei, potrivit Guinness Book of Records. Totuși, în 1819 și 1959, scheletul incomplet al Matildei a fost examinat în Franța și oasele ei au fost măsurate pentru a se determina înălțimea. În 1819 estimarea a fost de 152 de cm. După anul 1959, în literatura non-științifică a apărut din nou înălțimea de 127 de cm denaturând măsurarea din 1959.

## Familie și copii
Matilda și William au avut cel puțin nouă copii. Ordinea nașterii băieților este clară dar nici o sursă nu oferă ordinea de naștere a fiicelor.
1. Robert Născut între 1051–1054, a murit la 10 februarie 1134.[14] Duce de Normandia, s-a căsătorit cu Sibil de Conversano, fiica lui Geoffrey de Conversano.[16]
2. Richard Născut c.1054, a murit în jurul anului 1075.[14]
3. William Născut între 1056 și 1060, a murit la 2 august 1100.[14] Rege al Angliei.
4. Henric Născut la sfârșitul anului 1068, a murit la 1 decembrie 1135.[14] Rege al Angliei, căsătorit cu Edith a Scoției, fiica regelui Malcolm al III-lea al Scoției. A doua lui soție a fost Adeliza de Louvain.[17]
5. Adeliza (sau Adelida,[18] Adelaide[19]) A murit înainte de anul 1113, a fost logodită cu Harold al II-lea al Angliei, a fost probabil călugăriță la St Léger, Préaux.[18]
6. Cecilia Născută c.1056, a murit în 1127. Stareță la Holy Trinity, Caen.[14]
7. Matilda[15][18] Născută în jurul anului 1061, a murit probabil în jurul anului 1086.[17]
8. Constance a murit în 1090, s-a căsătorit cu Alan al IV-lea, Duce de Bretania.[14]
9. Adela a murit în 1137, s-a căsătorit cu Stephen, Conte de Blois.[14]

O altă fiică, Agatha, care a fost logodită cu Alfonso al VI-lea al Castiliei, a fost adesea atribuită lui William și a Matildei însă existența ei este incertă,  și poate fi o confuzie cu Adeliza. Nu există dovezi cu privire la vreun copii nelegitimi al lui William.
Matilda a fost a șaptea generație direct descendentă din Alfred cel Mare și prin bunicul matern Robert al II-lea al Franței a fost descendenta lui Carol cel Mare.

## Galerie de imagini

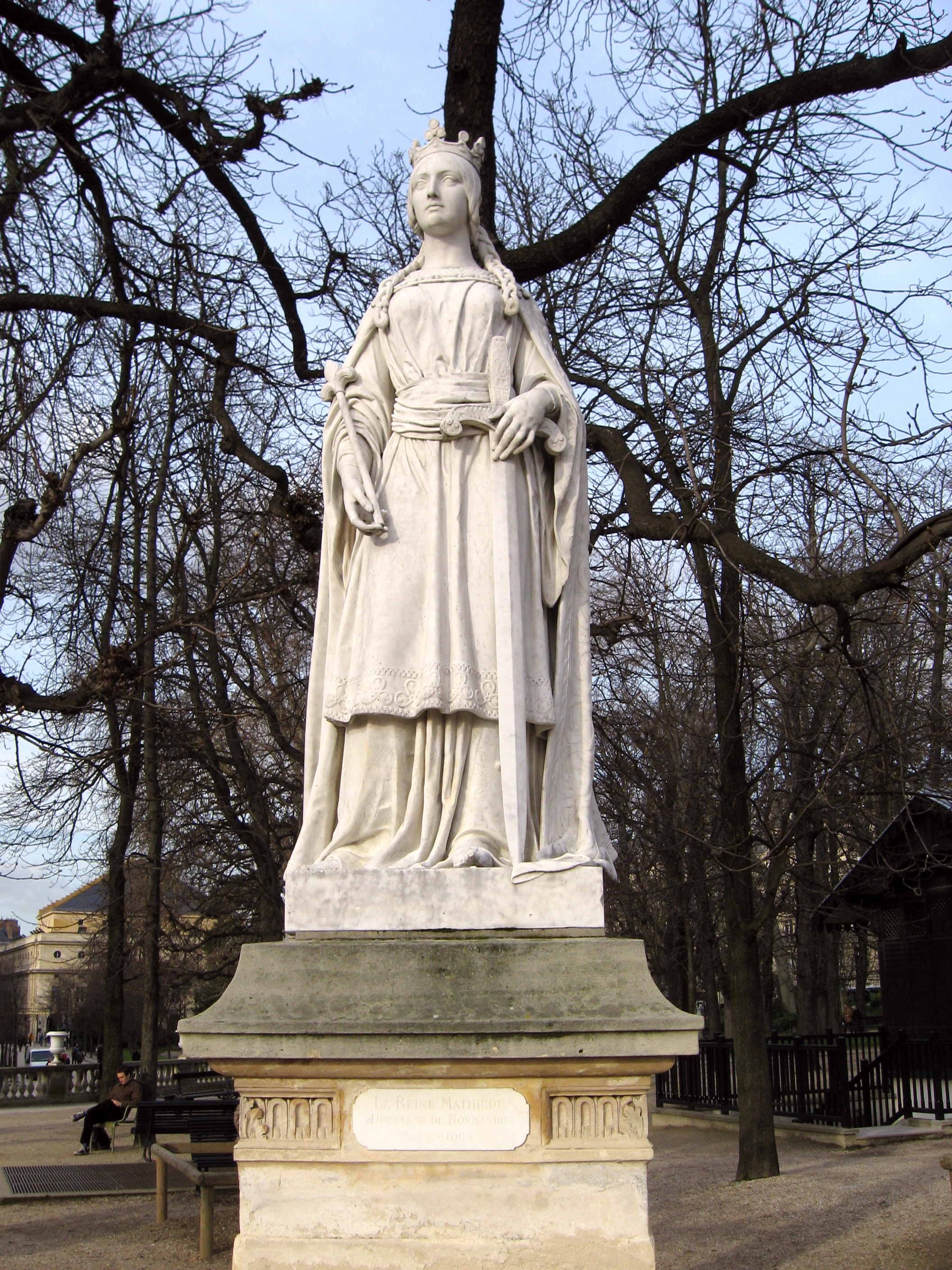
Statuia Mathildei de Flandra, în Jardin du Luxembourg, din Paris
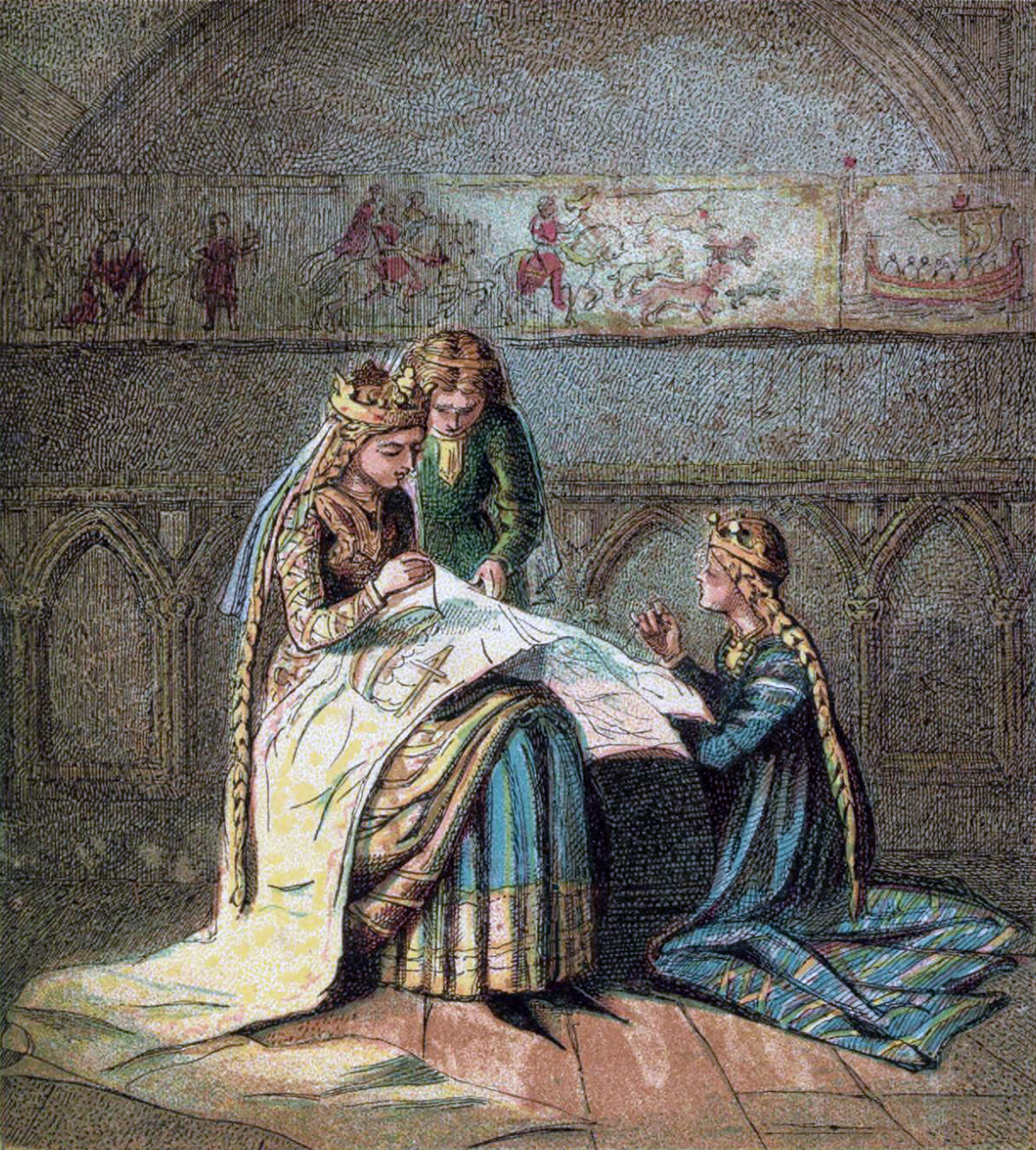
Regina Matilda și tapiseria ei